# 人間 (SHISHAMOの曲)
「人間」（にんげん）は、SHISHAMOの3作目の配信限定シングルで通算13作目のシングル。2020年12月2日にGOOD CREATORS RECORDS / UNIVERSAL SIGMAからリリースされた。

## 楽曲解説
- 前作「妄想サマー」から約半年ぶりのシングル。次作「明日の夜は何が食べたい？」と2作連続でリリースされた。
- “満たせない”をテーマに制作し、3人以外の楽器を入れない、スリーピースで出来る1番難易度の高いことを目指した曲[1][2]。SHISHAMOの新しい面を見せたいという気持ちがあり、「今までのSHISHAMOだったら出てこないような言葉やフレーズをかき集めた」と宮崎が話している。また、宮崎は詞先であるため、普段は歌詞に曲を付けるという順序だが、この楽曲は歌詞と曲を同時進行で作った珍しい曲だと明かしている[3]。
- イントロのコーラス部分から制作された。仮タイトルは歌詞にもフレーズが出てくる「頭おかしい」だった[3][4]。
- リリース日の12月2日、ミュージック・ビデオがYouTubeでプレミア公開された。上原実矩が「君とゲレンデ」以来約5年ぶりに主演を務め、監督はバンドと初タッグとなった渡邉直[5]。「足りなさ、満たされなさ」から引き起こされる『人間』の感情を様々な角度から表現した作品になっている[6]。

## 収録アルバム
- 『SHISHAMO 7』